# Уолдрон, Майкл
Майкл Уо́лдрон (англ. Michael Waldron; 23 апреля 1987, Уэст-Ориндж, Эссекс, Нью-Джерси, США) — американский сценарист и продюсер, известный своими работами над мультсериалом «Рик и Морти» и сериалами «Локи» (2021–2023) и «Хилы» (2021–2023). В феврале 2020 года, Уолдрон был назначен на пост сценариста для фильма «Доктор Стрэндж: В мультивселенной безумия» (2022).

## Карьера
В феврале 2014 года Уолдрон был зачислен на программу MFA по сценарному мастерству в университете Пеппердайн и проходил практику в сериале «Рик и Морти» от блока Adult Swim  в течение его первого сезона, когда его нанял соавтор сериала Дэн Хармон, сделав частью производственного персонала сериала Хармона «Сообщество» на канале NBC в течение пятого сезона. В июле 2016 года он работал сценаристом в проекте «HarmonQuest». В феврале 2017 года он писал сценарий для сериала «Хилы» (2021–2023) для Starz. К августу 2017 года он был исполнительным продюсером сериала «Хорошая игра» на YouTube Red.
В феврале 2019 года он был нанят в качестве главного сценариста и исполнительного продюсера сериала Disney+ «Локи» (2021–2023). В ноябре 2019 года, после продюсирования нескольких эпизодов сериала «Рик и Морти», Уолдрон написал сценарий для второго эпизода четвёртого сезона «Старик и седалище». В феврале 2020 года он начал писать сценарий к фильму «Доктор Стрэндж в мультивселенной безумия» (2022). В январе 2021 года его наняли для написания сценария безымянного фильма Кевина Файги о Звёздных войнах, одновременно подписав соглашение с компанией Disney. В октябре 2022 года Уолдрон был нанят сценаристом фильма «Мстители: Секретные войны» (2027).

## Фильмография
| Год         | Название                                  | Известен как | Известен как            | Комментарии                                         |
| Год         | Название                                  | Сценарист    | Продюсер                | Комментарии                                         |
| ----------- | ----------------------------------------- | ------------ | ----------------------- | --------------------------------------------------- |
| 2014        | Сообщество                                | Ассистент    | Нет                     | 13 эпизодов                                         |
| 2016        | HarmonQuest                               | Да           | Нет                     | 9 эпизодов                                          |
| 2017        | Good Game (2017 TV series)                | Нет          | Исполнительный продюсер | 6 эпизодов                                          |
| 2019 – 2020 | Рик и Морти                               | Да           | Да                      | Эпизод: «Старик и седалище»                         |
| 2021 –2023  | Локи                                      | Да           | Исполнительный продюсер | 6 эпизодов                                          |
| 2021 –2023  | Хилы                                      | Да           | Исполнительный продюсер | 8 эпизодов                                          |
| 2022        | Доктор Стрэндж: В мультивселенной безумия | Да           | Нет                     | В качестве актёра: Гость на свадьбе Кристины Палмер |
| 2027        | Мстители: Секретные войны                 | Да           | Нет                     |                                                     |

## Награды
| Список наград и номинаций    | Список наград и номинаций | Список наград и номинаций     | Список наград и номинаций                 | Список наград и номинаций | Список наград и номинаций |
| Награда                      | Дата церемонии            | Категория                     | Серии                                     | Результат                 | Примечания                |
| ---------------------------- | ------------------------- | ----------------------------- | ----------------------------------------- | ------------------------- | ------------------------- |
| Прайм-таймовая премия «Эмми» | 19 сентября 2020          | Лучшая анимационная программа | Рик и Морти («Эпизод про чан с кислотой») | Победа                    | [ 15 ]                    |